# Tango (1993)
Tango är en fransk film från 1993, i regi av Patrice Leconte. I rollerna finns bland andra Philippe Noiret, Richard Bohringer och Miou-Miou.

## Handling
Vincent frikänns från mordet på hans fru och hennes älskare. Några år senare kontaktas han av domaren i målet, domaren har en släkting som har problem med sin fru och de båda vill att Vincent ska mörda henne.

## Om filmen
Filmen är inspelad i Alès, Clansayes, Corconne, Montpellier, Pierrelatte och Visan i Frankrike.
Den hade premiär i Frankrike den 3 februari 1993 och i Sverige den 2 juli samma år. Den svenska åldersgränsen är 11 år.

## Rollista (urval)
- Philippe Noiret – Domaren
- Richard Bohringer – Vincent Baraduc
- Carole Bouquet – Kvinnlig gäst

## Musik i filmen
- Traicion, skriven av Angélique Nachon, framförd av Reynaldo Anselmi
- Tassouma mosso, skriven av Angélique Nachon, framförd av Djaby Key
- Arabesque, musik Angélique Nachon och Jean-Claude Nachon
- The Ride of the Valkyries från Valkyrian av Richard Wagner